# مارسيلو بروجيني
مارسيلو بروجيني (بالإسبانية: Marcelo Perugini)‏ هو لاعب كرة قدم أرجنتيني في مركز الهجوم، ولد في 17 يناير 1984 في بوينس آيرس في الأرجنتين. لعب مع أوليمبو وخميناسيا خوخوي وديفينسوريس دي بيلغرانو وسارمينتو دي ريسيستينثيا.

## وصلات خارجية
- مارسيلو بروجيني على موقع قاعدة بيانات كرة القدم.إي يو (الإنجليزية)
- مارسيلو بروجيني على موقع Soccerway.com (الإنجليزية)